# Flateby
Flateby är en tätort i Enebakks kommun i Akershus fylke i sydöstra Norge.